# Podsmreka pri Velikih Laščah
Podsmreka pri Velikih Laščah je naselje v Občini Velike Lašče. Znano je predvsem kot rojstni kraj pisatelja Josipa Stritarja; v središču Podsmreke stojita kasneje močno predelana domačija Stritarjevih s spominskim reliefom in Stritarjeva kašča, v kateri so domačini uredili zbirko kmečkega orodja in priprav.
Do leta 1987 se je naselje imenovalo le Podsmreka, potem pa je bilo preimenovano.